# Gorjačie denёčki
Gorjačie denёčki (Горячие денёчки) è un film del 1935 diretto da Iosif Efimovič Chejfic.